# Мітіліно Михайло Іванович
Миха́йло Іва́нович Міті́ліно (13 (25) лютого 1875, Керч — 23 квітня 1930, Київ) — український юрист, професор (з 1914 року).

## Біографічні відомості
Народився 13 (25 лютого) 1875 року в місті Керчі. У 1905 році закінчив юридичний факультет Київського університету. З травня 1906 року — професорський стипендіат кафедри цивільного і торгового права цього університету. Водночас з жовтня 1906 року по листопад 1908 року — молодший кандидат на посади при Київській судовій палаті. У 1909 році, склавши магістерські іспити, виїхав для продовження навчання на два роки до Берлінського і Паризького університетів.
Із серпня 1911 року виконував обов'язки доцента кафедри цивільного процесу і торгового права у Варшавському університеті. З вересня 1912 року — у Київському університеті, де викладав курс торгового права й цивільного процесу: приват-доцент, а з вересня 1914 року — виконувач обов'язків екстраординарного професора кафедри торгового права і торгового судочинства. У березні 1914 року здобув звання магістра за монографію «Право забудови. Спроба цивілістичного дослідження інституту».
Від квітня 1916 року викладав страхове право у Київському комерційному інституті, з грудня 1917 року — позаштатний екстраординарний професор, а з серпня 1919 року — декан економічного факультету цього інституту.
У 1917–1920 роках був одним із засновників і товаришем директора Київського юридичного інституту. Викладав також на Вищих жіночих курсах, у Київському кооперативному інституті й торгово-промисловому технікумі. Після реорганізації влітку 1920 року Київського університету у 1920–1923 роках працював в утвореному на базі університету Вищому інституті народної освіти. При цьому основним місцем його роботи був утворений на базі Київського комерційного інституту Київський інститут народного господарства. До останнього закладу було переведено і юридичний факультет колишнього Київського університету. В Київському інституті народного господарства був професором кафедри торгово-промислового права (з 1920 року), а також деканом соціально-економічного факультету (у 1920–1924 роках, з перервою), ректором (серпень 1921 — вересень 1922), проректором (вересень 1927 — лютий 1930), деканом фінансово-господарського факультету (з жовтня 1928 року до кінця життя). Викладав у багатьох інших навчальних закладах, зокрема з 1925 року — проректор торгово-промислового технікуму.
У 1920–1923 роках за сумісництвом працював в органах Наркомфіну УСРР: завідувачем економічного бюро Держбанку, завідувачем фінансових курсів, а також начальником економічного управління Київського раднаргоспу (1922–1924), головою фінансової комісії Київського губплану (1922–1923) та інше.
У 1920—1923 роках активно співпрацював з кодифікаційним відділом Нарком'юсту УСРР. У 1919—1922 роках — голова комісії Наркомосу УСРР з реформи вищої школи.
В грудні 1921 — жовтні 1922 року — голова Київської секції наукових працівників, що входила до структури профспілки працівників освіти. В 1921—1922 і 1926—1927 роках — член Київської міської ради. З другої половини 1920-х років брав активну участь у діяльності наукових установ ВУАН: заступник голови Комісії для виучування фінансових та банківських питань (з 1926 року), співробітник Комісії для виучування радянського права (з 1927 року).
Був також співробітником Інституту радянського права у Москві.

Могила Михайла Мітіліно

Помер в Києві 23 квітня 1930 року. Похований на Байковому кладовищі (ділянка № 10).

## Праці
Основні праці:
- «Цивільний, суд до і після реформи» (1913);
- «Торговельне право і торговельне судочинство. Програма лекцій» (1915);
- «Проект торговельної всезбірки СРСР» (1923);
- «Торговельне правознавство» (1925);
- «Елементи фінансової науки» (1926);
- «Торговельне право радянських республік. Курс для вузів» (1928);
- «Основи фінансової науки» (1929);
- «Основні риси сучасної японської податкової системи» (1929).